# Carol (film)
Carol is een Brits-Amerikaanse film uit 2015, geregisseerd door Todd Haynes en gebaseerd op de roman The Price of Salt (ook wel gepubliceerd als Carol) uit 1953 van Patricia Highsmith. De film ging in première op 17 mei op het Filmfestival van Cannes.

## Verhaal
New York, vijftiger jaren. Therese, een New Yorkse jongedame, wordt halsoverkop verliefd op een klant die aan haar toonbank verschijnt in het warenhuis waar zij werkt. In de eerste oogopslag lijkt het of dat wederzijds is. Carol (Mrs. Aird) is een society woman met frustraties over haar huwelijk, en verwikkeld in een vechtscheiding. Zij is op zoek naar een kerstcadeau voor haar dochtertje van vier. Therese is begin twintig en heeft ambities, die nogal afwijken van de wensdromen van haar burgerlijke vriendje. Wanneer zij als dank voor het nazenden van een paar vergeten handschoenen een lunch-uitnodiging krijgt van Mrs. Aird gaat zij daar gretig op in. Dat is het begin van een reeks ontmoetingen die zijn culminatie vindt in een roadtrip van de beide dames door de Amerikaanse Mid-west. Een roadtrip gedurende welke Carol verrast wordt door haar eigen emoties. En Therese vervulling vindt van haar verliefdheid. De romance wordt wreed verstoord als Carols man een detective op hun spoor zet. Carol moet dringend terug naar New York en verlaat Therese. Therese blijft in wanhoop achter. Maanden later vinden de twee vrouwen zichzelf en elkaar terug.

## Rolverdeling
| Acteur             | Personage          |
| ------------------ | ------------------ |
| Cate Blanchett     | Carol Aird         |
| Rooney Mara        | Therese Belivet    |
| Kyle Chandler      | Harge Aird         |
| Sarah Paulson      | Abby Gerhard       |
| Jake Lacy          | Richard Semco      |
| John Magaro        | Dannie McElroy     |
| Cory Michael Smith | Tommy Tucker       |
| Kevin Crowley      | Fred Haymes        |
| Carrie Brownstein  | Genevieve Cantrell |

## Prijzen en nominaties
| jaar | prijs                               | categorie                | genomineerde(n)                              | uitslag     |
| ---- | ----------------------------------- | ------------------------ | -------------------------------------------- | ----------- |
| 2015 | Filmfestival van Cannes             | Beste actrice            | Rooney Mara (ex-aequo met Emmanuelle Bercot) | Gewonnen    |
| 2015 | Filmfestival van Cannes             | Queer Palm               | Queer Palm                                   | Gewonnen    |
| 2015 | New York Film Critics Circle Awards | Beste film               | Beste film                                   | Gewonnen    |
| 2015 | New York Film Critics Circle Awards | Beste regisseur          | Todd Haynes                                  | Gewonnen    |
| 2015 | New York Film Critics Circle Awards | Beste scenario           | Phyllis Nagy                                 | Gewonnen    |
| 2015 | New York Film Critics Circle Awards | Beste cinematografie     | Edward Lachman                               | Gewonnen    |
| 2016 | Academy Awards                      | Beste actrice            | Cate Blanchett                               | Genomineerd |
| 2016 | Academy Awards                      | Beste vrouwelijke bijrol | Rooney Mara                                  | Genomineerd |
| 2016 | Academy Awards                      | Beste bewerkt scenario   | Phyllis Nagy                                 | Genomineerd |
| 2016 | Academy Awards                      | Beste filmmuziek         | Carter Burwell                               | Genomineerd |
| 2016 | Academy Awards                      | Beste camerawerk         | Ed Lachman                                   | Genomineerd |
| 2016 | Academy Awards                      | Beste kostuums           | Sandy Powell                                 | Genomineerd |